# Świstowa Kopka
Świstowa Kopka (słow. Svišťová kôpka, niem. Murmeltierkoppe, węg. Marmota-halom) – niewielkie wzniesienie o wysokości ok. 1976 m n.p.m. znajdujące się w krótkiej grani odchodzącej od wierzchołka Hrubej Turni na północny wschód w kierunku Doliny Świstowej w słowackiej części Tatr Wysokich. Od masywu Hrubej Turni na południowym zachodzie oddziela Świstową Kopkę przełęcz zwana Świstowym Przechodem. Na wierzchołek Świstowej Kopki nie prowadzą żadne znakowane szlaki turystyczne.
U południowo-wschodnich podnóży Świstowej Kopki, na górnym piętrze Doliny Świstowej zwanym Wyżnią Świstową Równią, leżą cztery małe Świstowe Stawki. Na wierzchołek Świstowej Kopki wchodzono od dawna z powodu jej łatwej dostępności.